# Brigadas Internacionales de Paz
Brigadas Internacionales de Paz (Peace Brigades International, PBI) es una organización no gubernamental, no confesional e independiente que trabaja para la protección de los derechos humanos y la promoción de la resolución de conflictos a través de la no violencia. PBI reconoce los principios de la no violencia, la independencia, el no partidismo, la no intervención y se activa solo en caso de solicitud expresa por parte de organizaciones locales.

## El trabajo de PBI
Brigadas Internacionales de Paz (PBI) envía observadores internacionales para ser testigos presenciales en regiones llenos de crisis y conflicto. Los grupos de voluntarios protegen con su presencia a personas amenazadas de muerte o secuestro por medio de violencia política. El concepto desarrollado por PB que consiste en un acompañamiento de la población civil local contribuye con un gran aporte al fortalecimiento de la posibilidad de hallar soluciones civiles para los conflictos.
Actualmente (2016), Brigadas Internacionales de Paz lleva a cabo proyectos en Colombia, Guatemala, Honduras, Indonesia, Nepal y México (estado de Morelos). Además, en el marco de una coalición de paz, la organización está comprometida también en el estado de Chiapas (México). Por otra parte, Brigadas Internacionales de Paz desarrolla y lleva a cabo una labor formativa en el campo de la resolución de conflictos sin violencia (Indonesia, África Central) y en el tratamiento de experiencias traumáticas.
Las iniciativas de diálogo y el trabajo general de información entre las partes en conflicto desempeñan un papel importante, como por ejemplo en el caso del diálogo interreligioso en el proyecto SIPAZ en Chiapas. De esta forma, PBI contribuye a la des-escalación y la prevención de la formación de conflictos.
Las fuerzas de paz de PBI ha actuado en Guatemala (1983-1999), El Salvador (1987-1992), Sri Lanka (1989-1998), Norteamérica (1991-1999), Timor Oriental (1999-2002) y Haití (1995-2000). Asimismo, tuvieron presencia por medio de acciones cortas en el norte de Nicaragua, África Central (2004-2005) y en la Audiencia Mundial del Uranio (World Uranium Hearing) de 1992 en Salzburgo. PBI fue también una de las organizaciones que integraron el Grupo de Paz para los Balcanes (1994-200

## Los voluntarios de PBI
Una de las principales acciones de PBI consiste en enviar voluntarios para acompañar a trabajadores por los derechos humanos cuyas vidas estén en peligro en áreas de conflicto. Las intervenciones en nuevos países solo se llevan a cabo mediante la invitación de una
PBI es una organización que trabaja en equipo. Los voluntarios viven, conciben estrategias, redactan informes y viajan juntos. Las habilidades para trabajar en equipo de cada aspirante se comprueban concienzudamente antes de aprobar su solicitud de voluntariado. Cada tres años se celebra una reunión, a la que asisten miembros pertenecientes a todos los niveles de organización de PBI, para analizar y modificar el rumbo del programa de cada país.
Los voluntarios de PBI proceden de ámbitos y países muy variados. Estados Unidos, Alemania, España y Japón —entre otros muchos países— han tenido una amplia representación en el voluntariado de la organización. Los aspirantes deben tener, como mínimo, 25 años y expresar un profundo compromiso con la no violencia. Asimismo, deben comunicarse en castellano (en el caso de los proyectos en Latinoamérica), nepalí (para el proyecto de Nepal) o inglés (para el proyecto de Indonesia) sin problemas. Todos los aspirantes han de asistir a dos sesiones de formación (normalmente llevadas a cabo en algún país europeo y en Estados Unidos) para aprender acerca de la filosofía de la no violencia, estrategias no violentas y dinámicas de grupo. El aspirante a voluntario no podrá ser ciudadano del país donde desea trabajar.

## Premios
Brigadas Internacionales de Paz ha recibido varios reconocimientos a lo largo de sus años de trabajo en el campo de los derechos humanos, entre lo que podemos destacar los siguientes:
- Nominación al premio Nobel de la Paz, 2001
- Premio Martin Ennals, 1999
- Medalla Conmemorativa de la Paz, 1999
- Premio de Derechos Humanos de la ciudad de Weimar, 1999
- Premio de paz de Aquisgrán, 1999
- Premio de paz Sievershausener, 1998
- Premio de paz Pfeffer, 1996
- Memorial de paz y solidaridad entre los pueblos, 1995
- Friedrich Sigmund Schultze Förderpreis, 1995
- Memorial per la Pau Josep Vidal / Llecha, 1989
- Premio Internacional Jaime Brunet a la promoción de los Derechos Humanos, 2011.[2][3]

### Grupos nacionales
- PBI Alemania (en alemán)
- PBI Aotearoa/Nueva Zelanda (en inglés)
- PBI Australia (en inglés)
- PBI Bélgica (en inglés)
- PBI Canadá (en inglés)
- PBI Estado español (en castellano)
- PBI Estados Unidos (en inglés)
- PBI Francia (en inglés y francés)
- PBI Holanda (en inglés)
- PBI Italia (en inglés)
- PBI Noruega (en noruego)
- PBI Reino Unido (en inglés)
- PBI Suecia (en sueco)
- PBI Suiza (en francés y alemán)

### Proyectos
- PBI Proyecto Mexico
- PBI Proyecto Honduras
- PBI Proyecto Guatemala

### Grupo asociado
- PBI Portugal (en inglés)

- Datos: Q743722